# محله هوایی لرنس کاونتی
محله هوایی لرنس کاونتی (به انگلیسی: Lawrence County Airpark) یک فرودگاه همگانی بهره‌برداری هوایی با کد یاتا HTW است که یک باند فرود آسفالت دارد و طول باند آن ۹۱۵ متر است. این فرودگاه در کشور ایالات متحده آمریکا قرار دارد و در ارتفاع ۱۷۳ متری از سطح دریا واقع شده است.